# Тектонічні карти

Тектонічна карта Карпат

Карти тектонічні (рос. карты тектонические, англ. tectonic maps; нім. tektonische Karten f pl) — геологічні карти, які відображають сучасну структуру окремих регіонів або земної кори загалом та історію її формування. Розрізняють тектонічні карти тектонічного районування, а також структурні карти, які відображають структурні форми за допомогою стратоізогіпс. Тектонічні карти мають велике прикладне значення як основа для складання прогнозних карт.
Приклади:
- Тектонічна карта Європи[1]
- Тектонічна карта України.